# Parasphen amazonicus
Parasphen amazonicus är en tvåvingeart som beskrevs av Günther Enderlein 1922. Parasphen amazonicus ingår i släktet Parasphen och familjen skridflugor. Inga underarter finns listade i Catalogue of Life.